# Строител (София)
„Строител“ е български футболен отбор от София.
Основан е през 1949 г., когато е преименувана „Славия“. През 1950 г. е сребърен медалист от шампионата на А група. През 1951 г. отбора е разделен на ГУТП „Строител“ и ГУТП „Ударник“, като в А група остава ГУТП „Строител“, а ГУТП „Ударник“ е изпратен в Б група. Строител завършва на 8 място, а Ударник на 1 място в Б група. През 1952 г. Строител се класира на 2 място в Б група и се връща в А група. В Строител остават по-младите и неопитни играчи и отбора завършва на 13 място. След това Строител и Ударник се обединяват под името УСС-ДСО „Ударник“ (София), което се запазва до 1957 г. когато си връща името Славия.

## Успехи
- 2 място в А група през 1950 г.
- 8 място в А група през 1951 г.
- 13 място в А група през 1953 г.
- Четвъртфиналист за купата на страната през 1951 и 1953 г.
- 2 място в Б група през 1952 г.

## Известни футболисти
- Георги Пачеджиев
- Димитър Василев